# HCZ

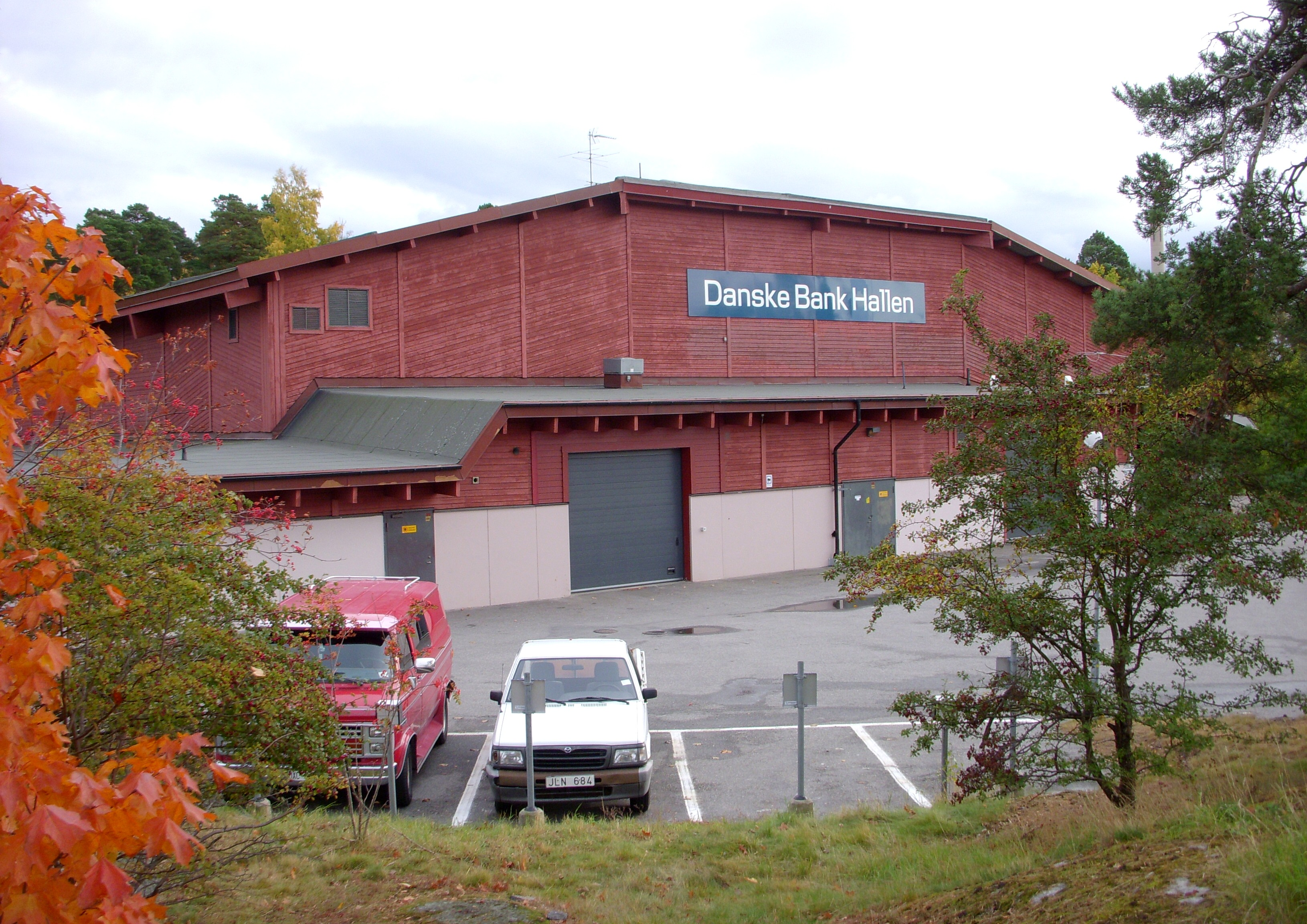
Dalénhallen, HCZ:s hemmaarena.

HC Z är en realityserie som producerades av Nordisk Film. Programmet visades fredagar (21:30) och söndagar (20:00) i ZTV.

## TV-serien
Programmet handlar om ett herrishockeylag bestående av 15 nördar mellan 18 och 33 år, som inte har spelat ishockey tidigare i livet. Deras tränare är head coach Kent "Kenta" Nilsson, assisterande coach Petter Hägerbäck (ishockeytränare) och materialare Magnus Johansson.
HCZ är en spinoff till fotbollsserien FC Z, där några av de medverkande deltog.

## Spelare/deltagare[1]
- Emanuel Appelgren (#5)
- Christian Cordéus (#2)
- Peter Perskull (#99)
- Keizo Matsubara (#66) (Värvad till FCZ 2)
- Joakim "Britney" Söderberg (#19) (Värvad till FCZ 2)
- Måns Månsson (#4)
- Daniel Grygorcewicz (#27)
- Rasmus Wurm (#11)
- Andreas Andersson (#88) (Var även med i FC Z)
- Nash Gattan (#91)
- André "Valpen" Öhman (#21)
- Matti Haapamäki (#31) (Var tidigare med i FC Z)
- Mike Miller (#68)
- Göran Farm (#13)
- Joel "KeTo" Bergqvist (#40)